# Суок, Лидия Густавовна

Сёстры Суок, слева направо:
Лидия, Серафима, Ольга

Лидия Густавовна Суо́к (10 [22] февраля 1896, Одесса, Российская империя — 1969, СССР) — жена поэта Эдуарда Багрицкого.

## Биография
Родилась в Одессе.
Старшая дочь преподавателя музыки, австрийского эмигранта, Густава Алоизовича Суока. Некоторое время была замужем за военным врачом, впоследствии погибшим на фронте
В 1920 году вышла замуж за Эдуарда Багрицкого. Была выведена как Жена птицелова в романе В. П. Катаева «Алмазный мой венец». Фамилия Суок была использована Ю. Олешей в качестве имени персонажа романа «Три Толстяка», а прототипами героини, носящей имя Суок в романе Олеши «Три толстяка», среди других называют её сестёр Серафиму и Ольгу.
Пытаясь заступиться за арестованного мужа сестры В. И. Нарбута, была сама репрессирована в 1937. В карагандинской ссылке еженедельно ходила отмечаться в местное управление НКВД, расположенное по иронии судьбы на улице Эдуарда Багрицкого. Вернулась из заключения в 1956 году.
Умерла в 1969 году. Похоронена на Новодевичьем кладбище рядом с могилой мужа и кенотафом сына (Всеволод Багрицкий был похоронен недалеко от места гибели в Волховском котле).

### Семья
- Муж — Эдуард Георгиевич Багрицкий (1895—1934).
  - Дочь — умерла в младенчестве от истощения[5].
  - Сын — поэт Всеволод Эдуардович Багрицкий, погиб на фронте в 1942 году.
- Сёстры — Ольга (1899—1978), жена писателя Юрия Олеши; Серафима (1902—1983), жена поэта Владимира Нарбута.